# Fort Saskatchewan
Fort Saskatchewan är en ort i Kanada.   Den ligger i provinsen Alberta, i den centrala delen av landet, 2 800 km väster om huvudstaden Ottawa. Fort Saskatchewan ligger 595 meter över havet och antalet invånare är 14 957.
Terrängen runt Fort Saskatchewan är huvudsakligen platt. Fort Saskatchewan ligger nere i en dal. Fort Saskatchewan är det största samhället i trakten.
Trakten runt Fort Saskatchewan består till största delen av jordbruksmark. Runt Fort Saskatchewan är det ganska tätbefolkat, med 60 invånare per kvadratkilometer.